# Équipe du Monténégro masculine de basket-ball
Cet article traite de l'équipe masculine. Pour l'équipe féminine, voir Équipe du Monténégro féminine de basket-ball.
Maillots
Actualités
L'équipe du Monténégro de basket-ball est une équipe de basket-ball représentant les meilleurs joueurs monténégrins. Elle est créée à la suite de la scission de la Serbie-et-Monténégro en juin 2006, et de celle de l'équipe de Serbie-et-Monténégro. Elle est affiliée à la FIBA depuis le 4 septembre 2006. Auparavant, les meilleurs joueurs de basket-ball monténégrins pouvaient être sélectionnés dans cette équipe ainsi que dans l'équipe de Yougoslavie avant 1992.

## Parcours aux Jeux olympiques
- 2008 : Non qualifié
- 2012 : Non qualifié
- 2016 : Non qualifié
- 2020 : Non qualifié

## Parcours aux Championnats du Monde
- 2006 : Non qualifié
- 2010 : Non qualifié
- 2014 : Non qualifié
- 2019 : 25e
- 2023 : 11e

## Parcours aux Championnats d'Europe
- 2007 : Non qualifié
- 2009 : Non qualifié
- 2011 : 21e
- 2013 : 17e
- 2015 : Non qualifié
- 2017 : 13e
- 2022 : 13e

## Équipe actuelle
Effectif lors du Championnat d'Europe 2022.
| Numéro | Joueur              | Poste | Naissance         | Taille | Club 2021-2022        |
| ------ | ------------------- | ----- | ----------------- | ------ | --------------------- |
| 0      | Zoran Vuceljić      | SF    | 9 septembre 2003  | 1,97 m | SC Derby              |
| 2      | Aleksa Ilić         | PF    | 17 septembre 1996 | 2,04 m | SC Derby              |
| 3      | Vladimir Mihailović | SG    | 10 août 1990      | 1,93 m | Morna Bar             |
| 4      | Nikola Pavličević   | PG    | 13 août 1988      | 1,92 m | SC Derby              |
| 8      | Dino Radončić       | SF/PF | 8 janvier 1999    | 2,02 m | Basket Saragosse 2002 |
| 9      | Marko Simonović     | C     | 15 octobre 1999   | 2,14 m | Bulls de Chicago      |
| 11     | Nemanja Radović     | SF/PF | 11 novembre 1991  | 2,08 m | CB Murcie             |
| 14     | Bojan Dubljević     | PF/C  | 24 octobre 1991   | 2,05 m | Valence BC            |
| 19     | Zoran Nikolić       | C     | 1er avril 1996    | 2,12 m | Budućnost Podgorica   |
| 22     | Igor Drobnjak       | PG    | 21 avril 2000     | 1,93 m | Budućnost Podgorica   |
| 30     | Petar Popović       | PG/SG | 13 septembre 1996 | 1,95 m | Budućnost Podgorica   |
| 55     | Kendrick Perry      | PG    | 23 décembre 1992  | 1,85 m | Budućnost Podgorica   |

## Entraîneur
- Duško Vujošević